# St. Spiritus (Badra)

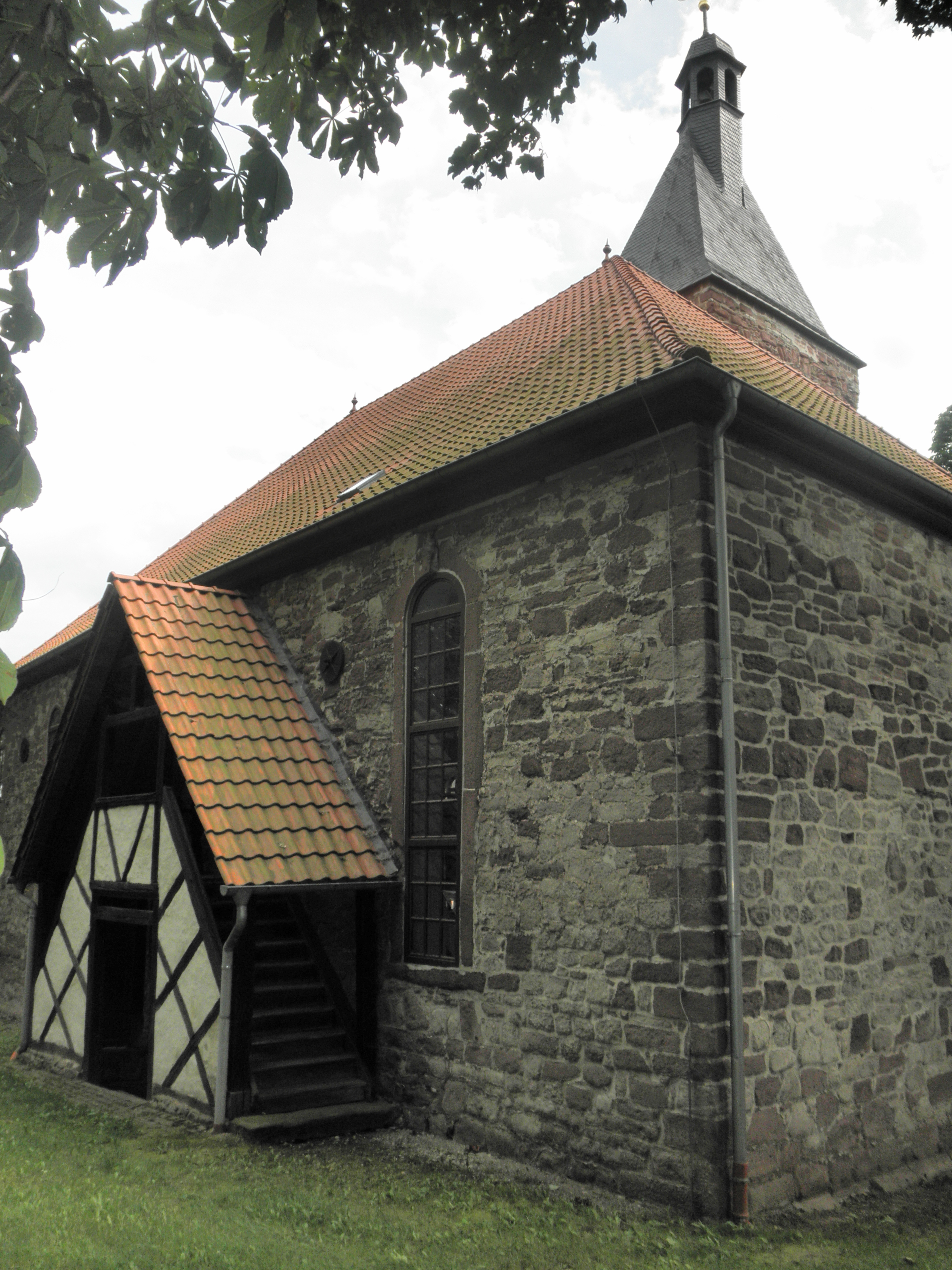
St. Spiritus (Badra)

Die Pfarrkirche St. Spiritus, Spiritus-Sanctus-Kirche oder deutsch Zum Heiligen Geist steht nördlich oberhalb der Hauptstraße von Badra, einem Ortsteil der Gemeinde Kyffhäuserland im thüringischen Kyffhäuserkreis. Die Kirchengemeinde gehört zum Pfarrbereich Sondershausen II im Kirchenkreis Bad Frankenhausen-Sondershausen der Evangelischen Kirche in Mitteldeutschland.

## Geschichte
Die Kapelle wurde bereits 1318 zur Pfarrkirche erhoben. Das Kirchenpatronat hatte zunächst das Kloster Walkenried inne. Später ging es an die Herrschaft Schwarzburg-Sondershausen über. Die Saalkirche mit Chorturm wurde 1590 nach Osten vergrößert und erhielt eine halbrunde Apsis. An den ehemaligen Dachlagen am Turm ist die Erweiterung sichtbar. Die Kirche erlitt aber im Dreißigjährigen Krieg erhebliche Schäden. Im Jahre 1718 wurde mit dem Neubau eines Kirchenschiffs begonnen, das 1721 geweiht wurde.
1803 erfolgten eine Reparatur der Kanzel und eine Ausbesserung des Kirchturms. 1837 nahm man weitere Renovierungen vor. 1879 erfolgten Reparaturen an Dach, Glockenstuhl und Decke. 1910 wurde das Kirchendach neu eingedeckt. 1921 gab es eine grundlegende Renovierung. 1938 wurde das Kircheninnere neu ausgemalt. Dabei wurde das übertünchte Rundbild über dem Chor freigelegt. 1955 wurde der Turm neu gedeckt. 1969 wurde die Sakristei abgebrochen. 1970 erfolgte eine Renovierung des Altarraums. 1986 erhielt der Turm eine Schieferdeckung. Die letzte grundlegende Sanierung der Kirche erfolgte 1999.
Von 2004 bis 2008 erfolgte die Restaurierung der Emporenbilder.

## Baubeschreibung
Die 1721 errichtete Pfarrkirche ist eine barocke Saalkirche mit 5 Jochen, die mit einem Walmdach bedeckt ist. Der quadratische Kirchturm steht an der Südseite. Er hat ein Pyramidendach, das mit einer Laterne bekrönt ist. Die beiden unteren Geschosse des Turms stammen vom Vorgängerbau. Seitlich führen Aufgänge zu den zweigeschossigen, dreiseitigen Emporen. Der Innenraum ist mit einer Holztonne überspannt.

## Ausstattung
An den Feldern der Brüstung der Emporen befinden sich Leinwandgemälde mit alt- und neutestamentarischen Themen.
Der Kanzelaltar, datiert 1719, hat gedrehte korinthische Säulen und flaches Schnitzwerk.
Die Orgel mit 20 Registern, verteilt auf 2 Manuale und Pedal, wurde 1883 von Julius Strobel gebaut.